# Moira Walley-Beckett
Moira Walley-Beckett (...) è un'attrice, sceneggiatrice e produttrice televisiva canadese.

## Biografia
Moira Walley-Beckett è cresciuta a Vancouver e ha frequentato la Banff School of Fine Arts. Ha avviato la sua carriera con piccoli ruoli da attrice in varie serie televisive, quali I quattro della scuola di polizia, MacGyver e E.R. - Medici in prima linea. La svolta avviene con il suo ingaggio in Breaking Bad come sceneggiatrice e produttrice; grazie all'episodio Declino ha vinto un Premio Emmy 2014 alla Miglior sceneggiatura per una serie drammatica. Successivamente, ha ideato la serie Flash and Bone per Starz ed è stata ingaggiata come showrunner, produttrice e sceneggiatrice di Chiamatemi Anna.

## Filmografia

### Sceneggiatrice
- Eli Stone - serie TV (2008)
- Breaking Bad - serie TV (2009-2013)
- Pan Am - serie TV (2011-2012)
- Flesh and Bone - miniserie TV (2015)
- Chiamatemi Anna (Anne with an E) - serie TV (2017-2019)

### Produttrice
- Breaking Bad - serie TV (2010-2013)
- Pan Am - serie TV (2011-2012)
- Flesh and Bone - miniserie TV (2015)
- Chiamatemi Anna (Anne with an E) - serie TV (2017-2019)